# Chris Wondolowski
Christopher „Chris” Wondolowski (ur. 28 stycznia 1983 w Danville) – amerykański piłkarz polskiego pochodzenia, który występował na pozycji napastnika. W latach 2011–2016 reprezentant Stanów Zjednoczonych.

## Kariera piłkarska
Chris Wondolowski jest wychowankiem uniwersyteckiej drużyny Chico State Wildcats. W MLS zadebiutował w 2005, jako zawodnik San Jose Earthquakes. Następnie przez cztery sezony występował w barwach Houston Dynamo. W 2009 powrócił do zespołu San Jose. W sezonie 2010 strzelił 18 bramek, co dało mu tytuł króla strzelców MLS.

## Kariera reprezentacyjna
W listopadzie 2010 Chris Wondolowski zadeklarował chęć gry w reprezentacji Polski. W przypadku zainteresowania jego osobą przez polską federację, zawodnik zaprosił do rozmów. Jednakże selekcjoner reprezentacji Franciszek Smuda stwierdził, iż nie powoła tego zawodnika do kadry, gdyż nie wie z jakiej miejscowości pochodzi i gdzie kopie piłkę. Prawie miesiąc później Wondolowski został powołany przez Boba Bradleya do kadry reprezentacji USA na Złoty Puchar CONCACAF, który odbył się w styczniu 2011.
W reprezentacji Stanów Zjednoczonych zadebiutował 23 stycznia 2011 roku w zremisowanym 1:1 towarzyskim meczu z Chile.

## Życie prywatne
Chris Wondolowski ma polskie korzenie. Jego dziadek ze strony ojca pochodził spod Warszawy. W wieku 7 lat wyemigrował wraz z rodzicami do Stanów Zjednoczonych. Z kolei rodzina matki (Janis Hoyt) Wondolowskiego ma indiańskie korzenie. Jest członkiem plemienia Kiowa (w Oklahomie) z imieniem Bau Daigh („Wojownik nadchodzący ze wzgórza”) (źródło https://web.archive.org/web/20140620122001/http://indiancountrytodaymedianetwork.com/2014/06/12/infographic-chris-wondolowski-kiowa-soccer-star-world-cup-155275).
Jego brat Stephen był także piłkarzem zawodowym (obrona), a obecnie jest trenerem.